# SuperWASP

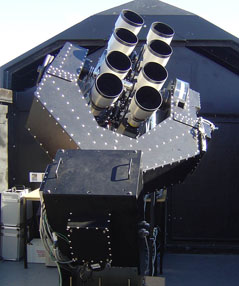
Die 8 Objektive in ihrer Montierung

Das SuperWASP-Projekt ist eine automatische Suchmaschine für extrasolare Planeten. Das europäische Projekt steht für Super Wide Angle Search for Planets.

## Standort
SuperWASP besteht aus zwei autonom operierenden Observatorien. Sie befinden sich im Roque-de-los-Muchachos-Observatorium auf La Palma (28° 45′ 36,8″ N, 17° 52′ 45,5″ W) und im South African Astronomical Observatory, Südafrika (32° 22′ 46″ S, 20° 48′ 38″ O).

## Technik
In eigens entworfenen autonomen Sternwarten stehen je acht Teleobjektive (200mm/f1.8 Canon) auf einer Hufeisenmontierung bereit, in jeder klaren Nacht etwa 50.000.000 Messungen von Sternhelligkeiten durchzuführen.
Jedes Objektiv ist mit einer astronomischen CCD-Kamera mit 2048 × 2048 Pixeln Fläche verbunden, die ein Bildfeld von 7,8 × 7,8 Grad liefern.

## Messungen
In jeder Nacht sollen die Kameras etwa 800 jeweils 35 Sekunden lang belichtete Bilder machen.
Die Helligkeiten der Sterne sollen zwischen 7. und 13. Größe mit 1 Prozent Genauigkeit (0,01 Größenklassen) bestimmt werden.

## Ergebnisse
Aus der zeitlichen Analyse der Messungen erhofft man sich mehrere Entdeckungen von Exoplaneten, die vor ihrer jeweiligen Sonne vorbeiziehen und dadurch deren Licht abschwächen.
Mittlerweile ist die Anzahl der durch das SuperWASP-Projekt neu entdeckten Planeten auf über 180 (Liste in der engl. Version) angestiegen.

## Entdeckte Exoplaneten
siehe Liste extrasolarer Planeten als WASP klassifiziert

## Ähnliche Projekte
Zurzeit gibt es etwa 20 ähnliche Projekte, z. B. OGLE (Optical Gravitational Lensing Experiment), STARE, PSST, HAT, TASS Sky Survey (TASS)

## Trivia
Vertreten ist mit WASP 142b auch ein Planet, den der damals 15-jährige Tom Wagg 2013 während eines Praktikums an der Keele-Universität entdeckte. Der Fund wurde zwei Jahre später bestätigt.